# Lewiston, Utah
Lewiston är en ort (city) i Cache County i delstaten Utah i USA. Orten hade 1 939 invånare, på en yta av 67,09 km² (2020). Lewiston ligger cirka 27 kilometer norr om Logan.